# Anaea verticordia
Anaea verticordia är en fjärilsart som beskrevs av Jacob Hübner 1825. Anaea verticordia ingår i släktet Anaea och familjen praktfjärilar. Inga underarter finns listade i Catalogue of Life.